# Aderus spinipes
Aderus spinipes is een keversoort uit de familie schijnsnoerhalskevers (Aderidae). De wetenschappelijke naam van de soort, waarvan het type afkomstig is van Madagaskar, werd in 1916 als Hylophilus spinipes voor het eerst gepubliceerd door Maurice Pic. In 1917 publiceerde Arthur Mills Lea de naam Xylophilus spinipes voor een Australische keversoort uit de familie Xylophilidae. Het type is afkomstig van Wollongong in New South Wales. Indien, zoals wel gebeurt, beide soorten in het geslacht Aderus worden geplaatst, dan is de naam van Lea een junior homoniem, waarvoor dan een nomen novum zou moeten worden gecreëerd.